# Коламбія-Фоллс (Мен)
Коламбія-Фоллс (англ. Columbia Falls) — місто (англ. town) в США, в окрузі Вашингтон штату Мен. Населення — 476 осіб (2020).

## Демографія
Згідно з переписом 2010 року, у місті мешкало 560 осіб у 257 домогосподарствах у складі 157 родин. Було 301 помешкання
Расовий склад населення:
| - 97,5 % — білих - 0,7 % — азіатів - 0,4 % — корінних американців |

До двох чи більше рас належало 1,3 %. Частка іспаномовних становила 1,4 % від усіх жителів.
За віковим діапазоном населення розподілялося таким чином: 18,7 % — особи молодші 18 років, 62,4 % — особи у віці 18—64 років, 18,9 % — особи у віці 65 років та старші. Медіана віку мешканця становила 46,0 року. На 100 осіб жіночої статі у місті припадало 97,9 чоловіків;  на 100 жінок у віці від 18 років та старших — 102,2 чоловіків також старших 18 років.
Середній дохід на одне домашнє господарство  становив 47 904 долари США (медіана — 45 952), а середній дохід на одну сім'ю — 58 282 долари (медіана — 52 500). Медіана доходів становила 41 250 доларів для чоловіків та 35 313 долари для жінок. За межею бідності перебувало 12,2 % осіб, у тому числі 16,1 % дітей у віці до 18 років та 17,6 % осіб у віці 65 років та старших.
Цивільне працевлаштоване населення становило 223 особи. Основні галузі зайнятості: освіта, охорона здоров'я та соціальна допомога — 30,0 %, роздрібна торгівля — 13,9 %, будівництво — 12,6 %, фінанси, страхування та нерухомість — 12,1 %.